# Beg Ferati
Beg Ferati (* 10. November 1986 in Priština) ist ein ehemaliger Schweizer Fussballspieler kosovarischer Herkunft.

## Karriere

### Vereine
Über die Jugendvereine FC Pratteln und FC Concordia Basel gelangte Beg Ferati 19-jährig zur U-23-Mannschaft des FC Basel. Nach einer Spielzeit wechselte er zum Zweitligisten FC Concordia Basel, den er nach zwei Spielzeiten verliess. Von 2008 bis 2011 war er beim Erstligisten FC Basel aktiv und gewann mit ihm dreimal die Meisterschaft, zweimal den Schweizer Cup und einmal den Uhrencup.
Ferati, dem ein gutes Stellungsspiel und Übersicht attestiert wird, wechselte zur Saison 2011/12 zum deutschen Bundesligisten SC Freiburg, für den er am 16. September 2011 (6. Spieltag) bei der 1:2-Niederlage im Heimspiel gegen den VfB Stuttgart sein Bundesligadebüt gab. Ferati gelang es in der Folgezeit jedoch nicht, sich in die Stammelf zu spielen, und er kam nur auf wenige Einsätze.
Am 1. Februar 2013 wurde bekannt, dass Freiburg Ferati bis Ende Saison zum Schweizer Zweitligisten FC Winterthur ausleiht. Bei Winterthur spielt bereits sein Cousin (väterlicher und mütterlicherseits) Altin Osmani.
Zur Saison 2013/14 wechselte Ferati zum Schweizer Super-League-Verein FC Sion. Er unterschrieb einen Dreijahresvertrag bis zum 30. Juni 2016. Im Sommer 2014 erkrankte Ferati an Pfeifferschem Drüsenfieber, was dazu führte, dass er in die U-21 des Vereins versetzt wurde.
Im Sommer 2015 wechselte er leihweise bis Ende Jahr zum FC Biel-Bienne in die Challenge League. Im Februar 2017 wurde er an den FC Chiasso ausgeliehen, kam aber im April des gleichen Jahres wieder zurück.
Ab Sommer 2018 bis 2020 war er noch als Spieler des FC Pratteln in der sechstklassigen 2. Liga regional gelistet.

### Nationalmannschaften
Von 2006 bis 2008 absolvierte Ferati 12 Spiele für die U-21-Nationalmannschaft. Sein einziges Länderspieltor erzielte er am 15. November 2006 in Koper mit dem Treffer zum 4:1-Endstand über die Auswahl Sloweniens in der 60. Minute.
Der am 4. August 2011 von Trainer Ottmar Hitzfeld für die Schweizer Nationalmannschaft nominierte Ferati debütierte vier Tage später in dieser, als er in Vaduz beim 2:1-Sieg im Spiel gegen Liechtenstein in der 63. Minute für Johan Djourou eingewechselt wurde.

## Karriere nach der aktiven Zeit
Im Sommer 2020 wurde bekannt, dass Ferati ab der neuen Saison Defensivtrainer im Nachwuchs des FC Basel wird.

## Erfolge
FC Basel
- Schweizer Meister 2008, 2010, 2011
- Schweizer Cupsieger 2008, 2010
- Uhrencupsieger 2008